# Emplectonema marioni
Emplectonema marioni är en djurart som tillhör fylumet slemmaskar, och som först beskrevs av Ambrosius Arnold Willem Hubrecht 1879.  Emplectonema marioni ingår i släktet Emplectonema och familjen Emplectonematidae. Inga underarter finns listade i Catalogue of Life.